# Zygia lehmannii
Zygia lehmannii é uma espécie vegetal da família Fabaceae.
Apenas pode ser encontrada na Colômbia.